# Chrysolina seenoi
Chrysolina seenoi é uma espécie de artrópode pertencente à família Chrysomelidae.